# CAF Urbos
L'Urbos est une gamme de tramway du constructeur espagnol  CAF. Il en existe trois générations différentes.

## Modèles

### Urbos 1

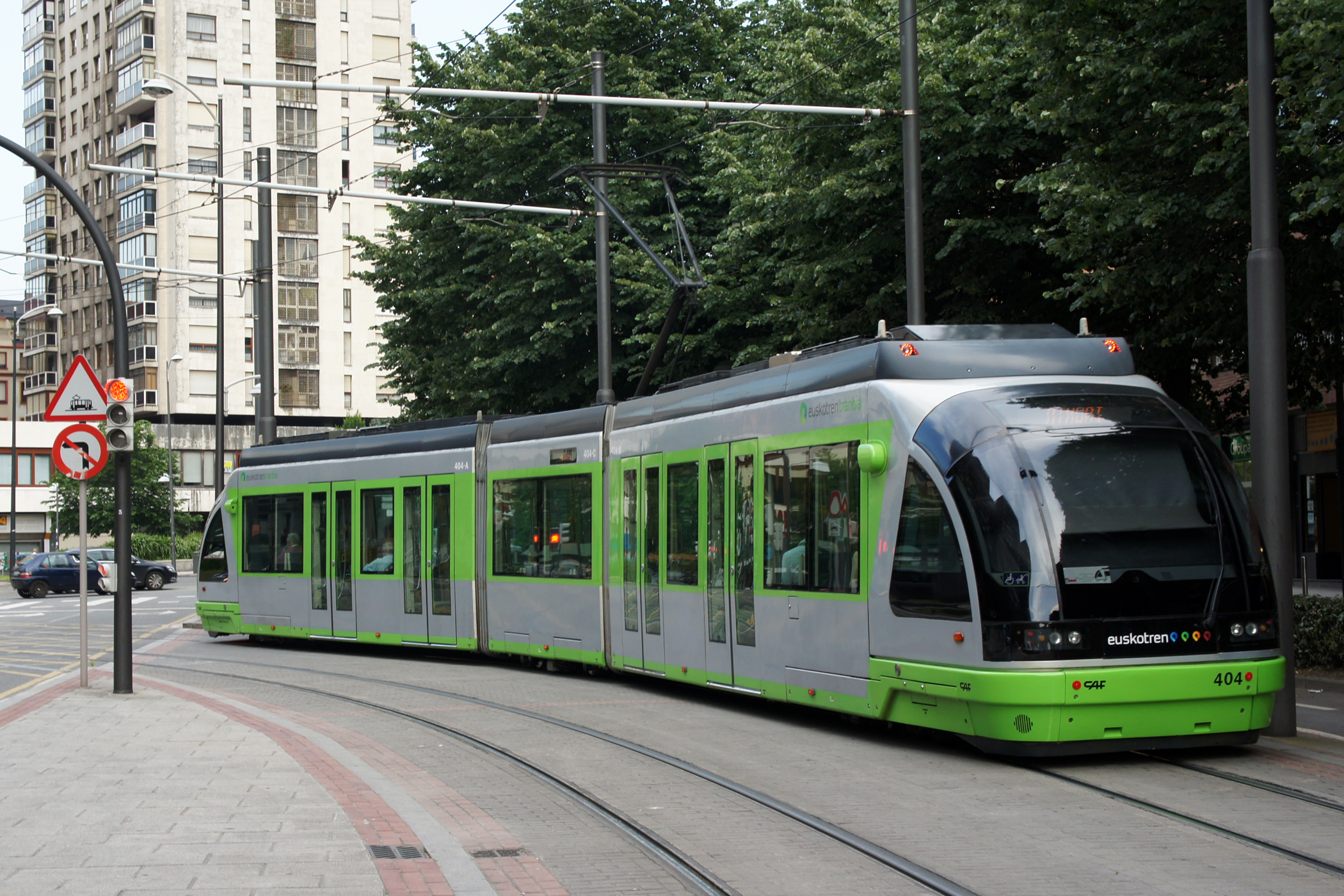
Urbos 1 à Bilbao

Cette série a uniquement été vendue à Euskotren pour le tramway de Bilbao

### Urbos 2
- Tramway de Vélez-Málaga
- Tramway de Vitoria
- Métro de Séville
- Tramway de Antalya

### Urbos 3, Urbos 100
L'Urbos 3 possède plusieurs innovations techniques notables tels que les supercondensateurs, permettant de courtes opérations sans sources d'alimentation électrique. Ils sont à plancher bas et ont une vitesse maximum de 70 km/h. Ce modèle circule notamment à Nantes, Saragosse, Séville, Besançon, Belgrade et Saint-Étienne. 

Une ligne est en opération à l'île Maurice, ceci étant remarquable par le fait qu'il annonce le retour d'un système de transport ferroviaire dans ce pays depuis la fermeture de la dernière ligne ferroviaire dans les années 1960.

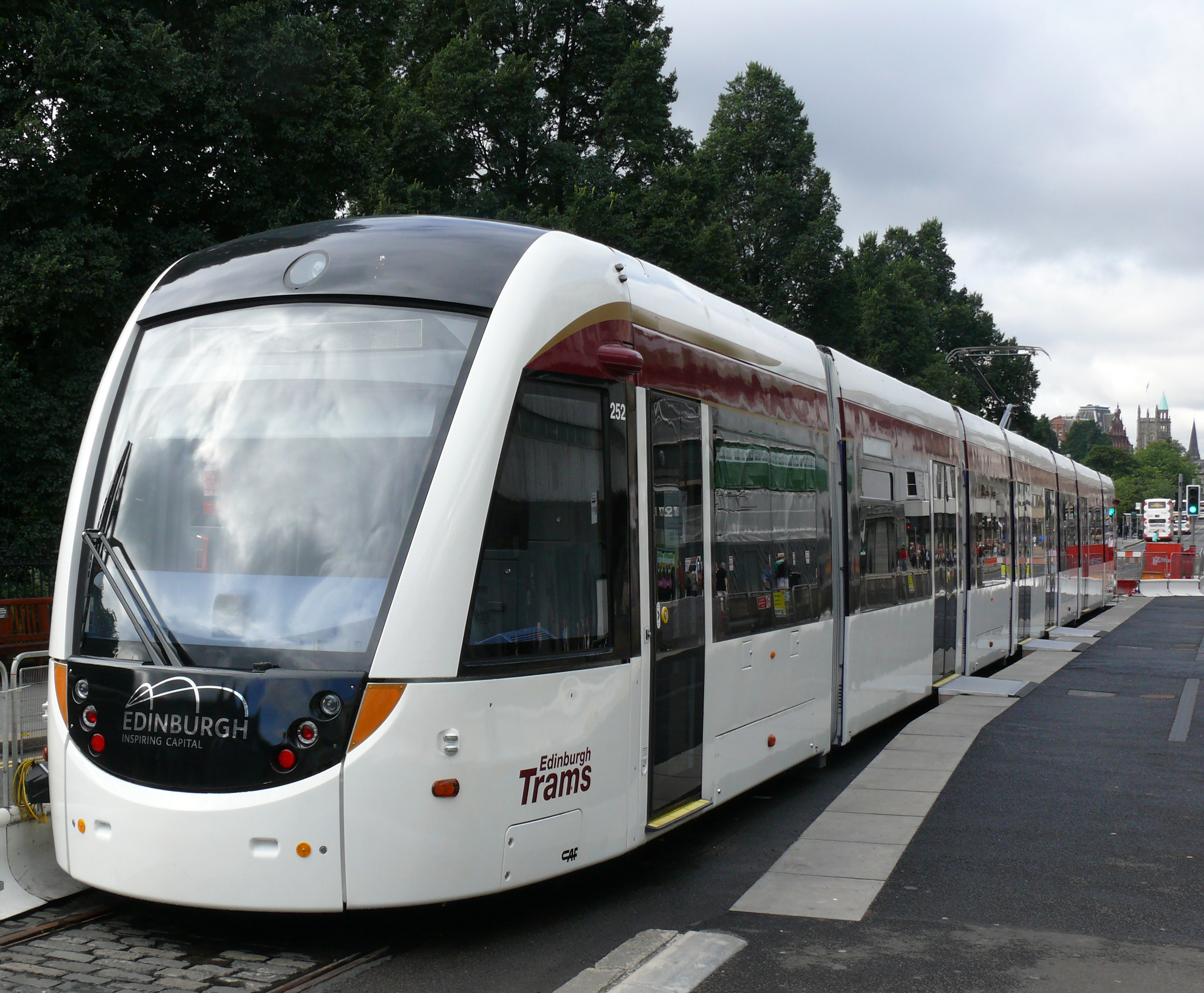
Urbos 3 d'Édimbourg.
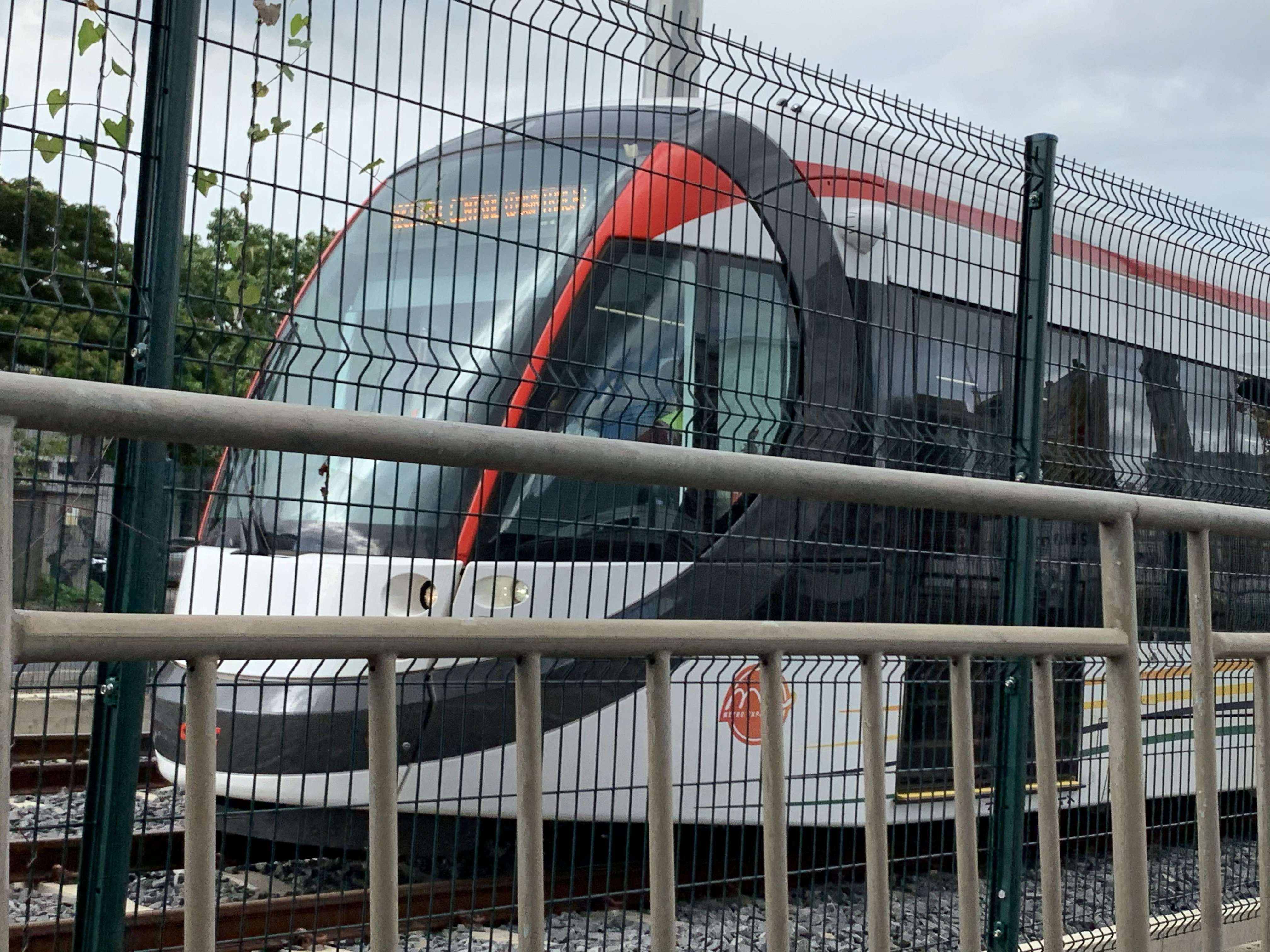
Urbos 3 du Métro express de Maurice.
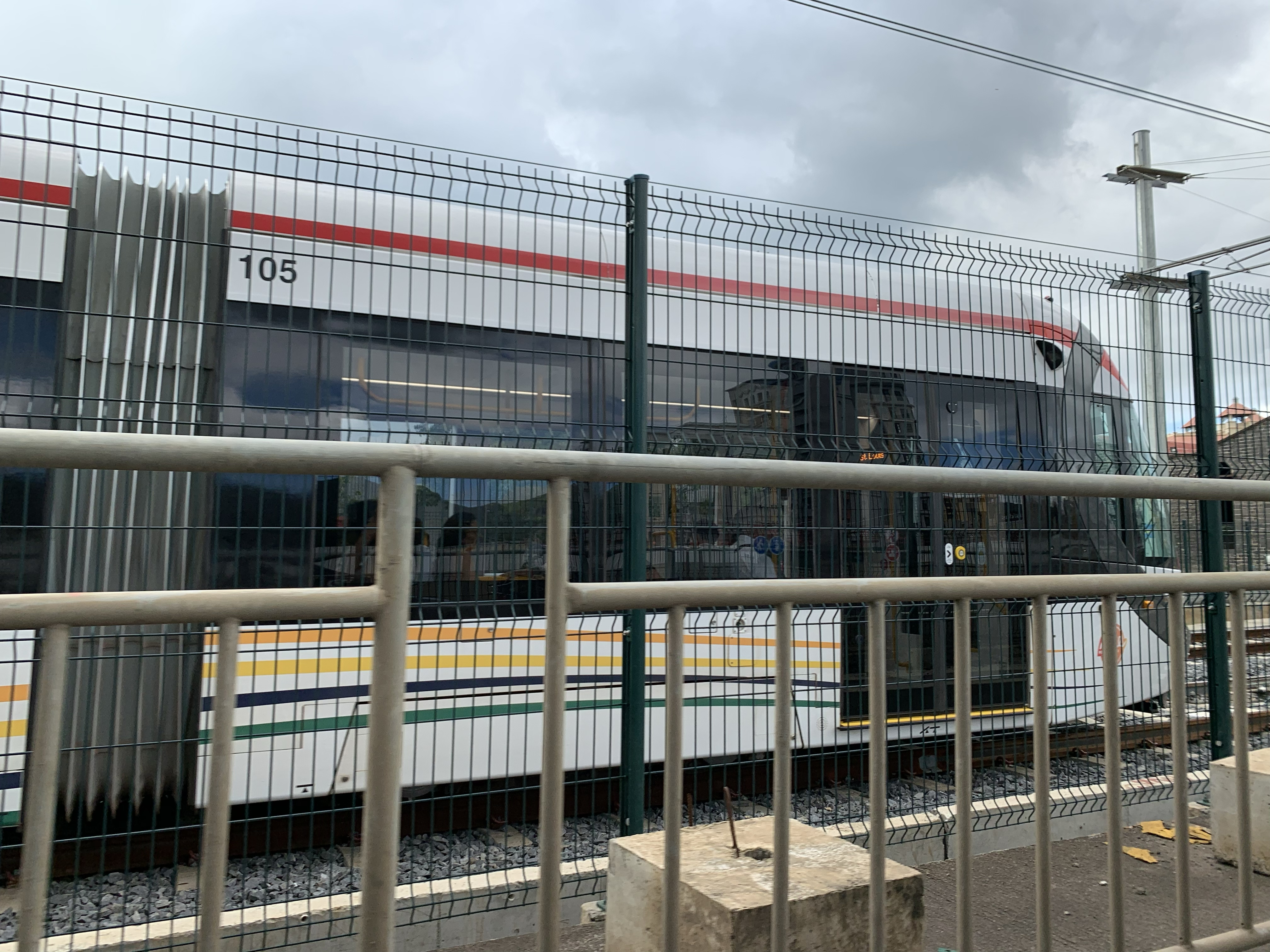
Urbos 3 de Maurice (arrière du véhicule).
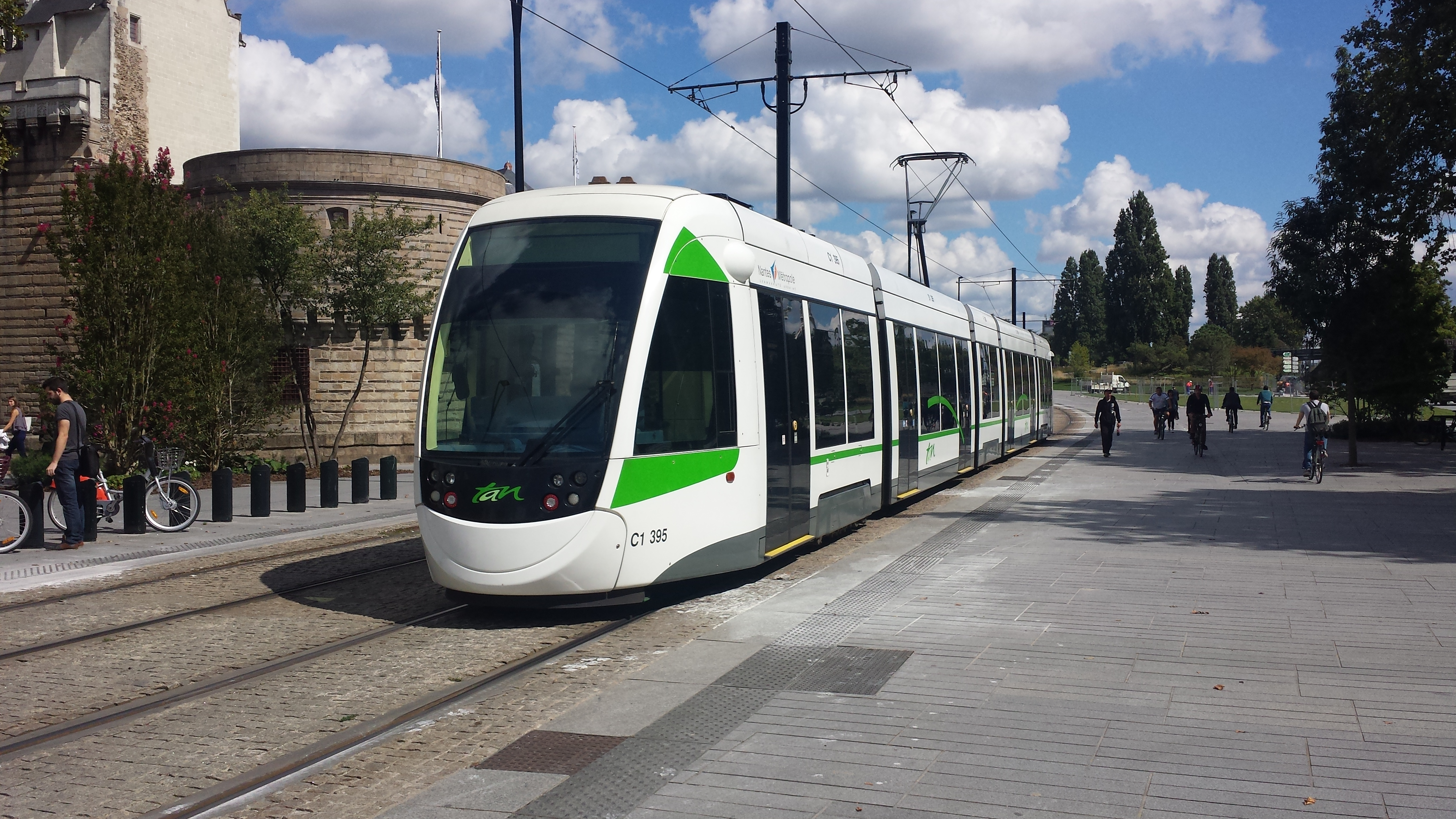
Rame CAF Urbos 3 de Nantes
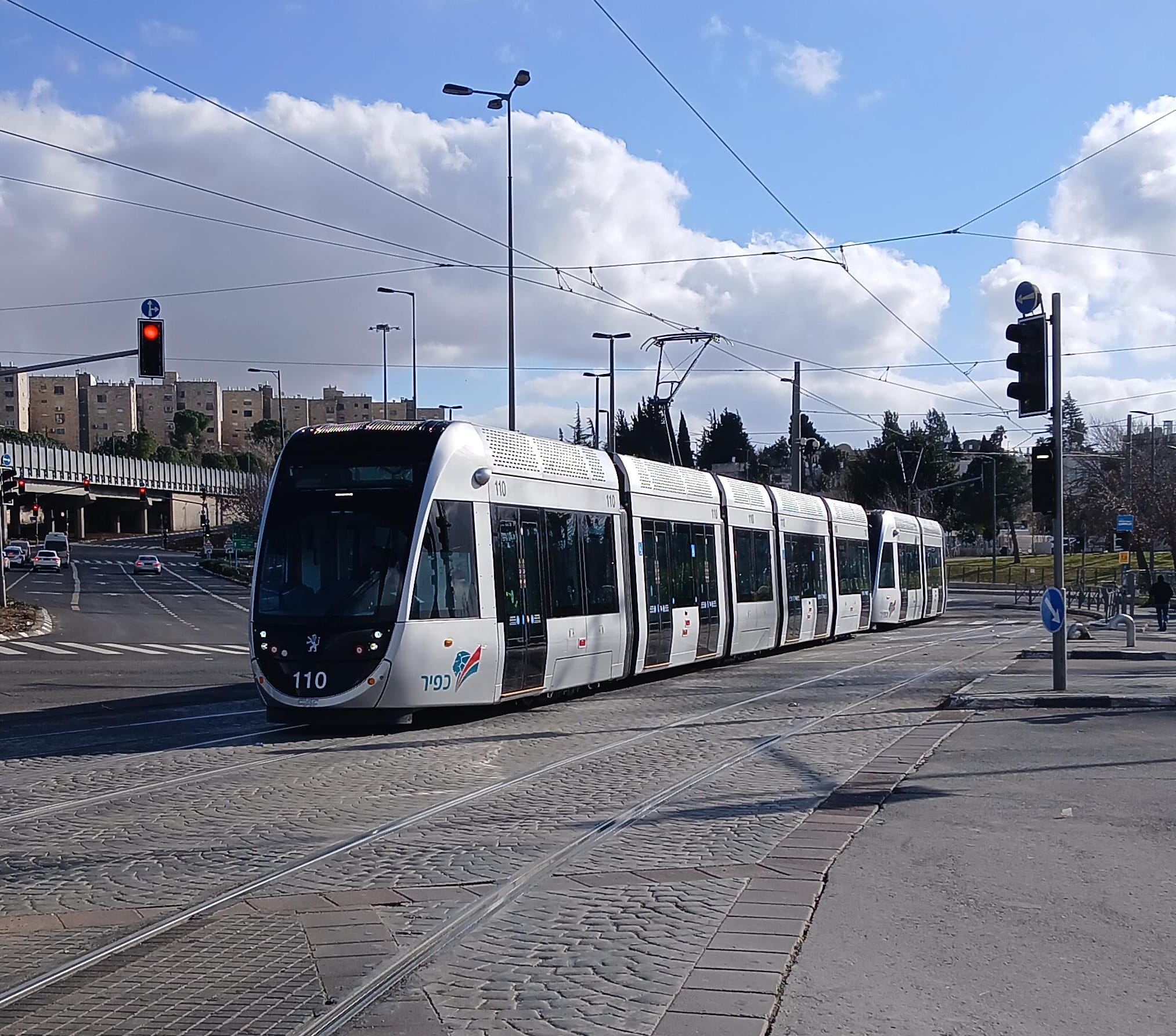
Rame CAF Urbos 100 à Jérusalem

## Commercialisation (Urbos 3, 100, 100-3)
| Pays        | Ville                                                      | Type        | Numéros de parc | Nombre                     | Année de livraison | Longueur (en m)                                                   | Largeur (en m) | Alimentation électrique | Cabines de conduite | Observations - Particularités                                                                                  |
| ----------- | ---------------------------------------------------------- | ----------- | --------------- | -------------------------- | ------------------ | ----------------------------------------------------------------- | -------------- | ----------------------- | ------------------- | --- |
| Allemagne   | Fribourg-en-Brisgau                                        | Urbos 3     |                 | 12                         | 2015 & 2017        | 41.976                                                            | 2,30           |                         |                     | |
| Australie   | Métro léger de Sydney                                      | Urbos 3     |                 | 15                         | 2013               | 32.923                                                            | 2.65           |                         |                     | |
| Brésil      | Cuiabá                                                     | Urbos 3     |                 | 40                         | 2014               | 44,211                                                            | 2.40           |                         |                     | |
| Espagne     | Cadix                                                      | Urbos 3     |                 | 7                          | 2011 - 2012        | 38,500                                                            | 2,65           | 750 V CC                |                     | |
| Espagne     | Grenade                                                    | Urbos 3     | 301 - 313       | 13                         | 2012 - 2014        | 32,366                                                            | 2,65           |                         |                     | |
| Espagne     | Malaga                                                     | Urbos 3     |                 |                            |                    |                                                                   |                |                         |                     | |
| Espagne     | Saragosse                                                  | Urbos 3     | 301 - 321       | 21                         | 2011               | 32,314                                                            | 2,65           |                         |                     | |
| Espagne     | Séville                                                    | Urbos 3     | 301 - 305       | 5                          | 2011               | 31,260                                                            | 2,40           |                         |                     | |
| États-Unis  | Cincinnati                                                 | Urbos 3     |                 | 5                          | 2014               | 23.621                                                            | 2,65           |                         |                     | |
| États-Unis  | Kansas City                                                | Urbos 3     |                 | 4                          | 2015               | 23.621                                                            | 2,65           |                         |                     | |
| France      | Besançon                                                   | Urbos 3     | 801 - 819       | 19                         | 2013 - 2014        | 23,021                                                            | 2,40           | 750 V CC                | 2                   | Assemblé à Bagnères-de-Bigorre                                                                                 |
| France      | Marseille                                                  | Urbos 100X  | 033 - 047       | 15                         | 2025-2030          | 42,500                                                            | 2,40           | 750 V CC                | 2                   | Assemblé à Bagnères-de-Bigorre                                                                                 |
| France      | Montpellier                                                | Urbos 100X  | Inconnu         | 77                         | 2024-2030          | 43,262                                                            | 2,65           | 750 V CC                | 2                   | Assemblée à Bagnères-de-Bigorre                                                                                |
| France      | Nantes                                                     | Urbos 3     | 384 - 395       | 12                         | 2012 - 2013        | 37,370                                                            | 2,40           | 750 V CC                | 2                   | Assemblé à Bagnères-de-Bigorre                                                                                 |
| France      | Saint-Étienne                                              | Urbos 3     | 941-956         | 16                         | 2016               | 32.966                                                            | 2,15           | 600 V CC                | 2                   | Assemblé à Bagnères-de-Bigorre                                                                                 |
| Hongrie     | Budapest                                                   | Urbos 3     |                 | 73.                        | 2015 - 2018        | 56 rames en version 34,166 m de long 17 rames en version 55,911 m | 2,40           |                         |                     | |
| Hongrie     | Debrecen                                                   | Urbos 3     | 511 - 528       | 18                         | 2013 - 2014        | 32,366                                                            | 2,40           | 600 V CC                |                     | |
| Israël      | Jérusalem                                                  | Urbos 100   |                 | 19                         | 2025               |                                                                   |                | 750 V CC                |                     | Exploitation en unités multiples.                                                                              |
| Luxembourg  | Luxembourg (Tramway de Luxembourg)                         | Urbos 3     | 101 - 133       | 21 (+12)                   | 2017 - 2021        | 45,411                                                            | 2,65           | 750 V CC                | 2                   | Équipées de supercondensateurs pour la traversée du centre-ville.                                              |
| Pays-Bas    | Amsterdam                                                  | Urbos 3     |                 | 63                         | 2019-2022          |                                                                   | 2,40           |                         |                     | |
| Pays-Bas    | Utrecht                                                    | Urbos 3     |                 | 27 (+22 commandés en 2017) | 2016-2017, 2020    | 32.966 (27 exemplaires), 41 (22 exemplaires)                      | 2,65           |                         |                     | |
| Royaume-Uni | Édimbourg                                                  | Urbos 3     | 250 - 277       | 27                         | 2011               | 42,856                                                            | 2,65           | 750 V CC                | 2                   | |
| Royaume-Uni | Birmingham                                                 | Urbos 3     | 17 - 37         | 20                         | 2014 - 2015        | 32.966                                                            | 2,65           |                         |                     | |
| Serbie      | Belgrade                                                   | Urbos 3     | 1501 - 1530     | 30                         | 2011 - 2012        | 32,366                                                            | 2,30           |                         |                     | |
| Taïwan      | Kaohsiung                                                  | Urbos 3     |                 |                            | 2017               | 34.166                                                            | 2,65           |                         |                     | |
| Belgique    | Anvers                                                     | Urbos 100   |                 | 23 (43 options)            | 2022               | 31,433                                                            | 2,30           | 600 V CC                | 1                   | Contrat cadre de 146 trams par De Lijn pour les réseaux de Gand, Anvers ainsi que le Tramway de la côte belge. |
| Belgique    | Gand                                                       | Urbos 100   |                 | (18 options)               |                    | 31,433                                                            | 2,30           | 600 V CC                | 2                   | Contrat cadre de 146 trams par De Lijn pour les réseaux de Gand, Anvers ainsi que le Tramway de la côte belge. |
| Belgique    | Province de Flandre-Occidentale (Tramway de la côte belge) | Urbos 100   |                 | 48 (14 options)            | 2020               | 31,433                                                            | 2,4            | 600 V CC                | 1                   | Contrat cadre de 146 trams par De Lijn pour les réseaux de Gand, Anvers ainsi que le Tramway de la côte belge. |
| Belgique    | Liège (Tramway de Liège)                                   | Urbos 100   | 5101 > 5120     | 20                         | 2021               | 45,411                                                            | 2,65           |                         | 2                   | |
| Maurice     | Agglomération de Port-Louis (Métro Express de Maurice)     | Urbos 100-3 |                 | 18                         | 2019               | 45,411                                                            |                | 750 V CC                |                     | Seul système de transport ferroviaire du pays.                                                                 |

## Commercialisation (Urbos AXL)
| Pays    | Ville     | Type      | Numéros de parc | Nombre                          | Année de livraison   | Longueur (en m) | Largeur (en m) | Alimentation électrique | Observations - Particularités |
| ------- | --------- | --------- | --------------- | ------------------------------- | -------------------- | --------------- | -------------- | ----------------------- | ----------------------------- |
| Suède   | Stockholm | Urbos AXL | 451 - 473       | 22 en service et 20 en commande | 2013-2016, 2017-2018 | 31,175          | 2,65           |                         |                               |
| Estonie | Tallinn   | Urbos AXL | 501 - 520       | 20                              | 2014 - 2016          | 30.900          | 2,30           |                         |                               |

## Commercialisation (Urbos LRV)
| Pays       | Ville   | Type      | Numéros de parc | Nombre | Année de livraison | Longueur (en m) | Largeur (en m) | Alimentation électrique | Observations - Particularités |
| ---------- | ------- | --------- | --------------- | ------ | ------------------ | --------------- | -------------- | ----------------------- | ----------------------------- |
| États-Unis | Houston | Urbos LRV | 301 - 339       | 39     | 2015 - 2016        | 29.100          | 2,65           |                         |                               |